# Bell FM-1
Die Bell FM-1 Airacuda war ein in der zweiten Hälfte der 1930er Jahre entwickeltes US-amerikanisches, zweimotoriges Jagdflugzeug, dessen Besatzungsstärke von fünf Personen für ein Jagdflugzeug sehr ungewöhnlich war.

## Konstruktion
Der Prototyp XFM-1 (USAAC Seriennr. 36-351) war mit zwei Kolbenmotoren Allison V-1710-13 ausgestattet, während die folgenden neun YFM-1 V-1710-23-Triebwerke besaßen. Die Motoren arbeiteten über Fernwellen auf Druckpropeller, die absprengbar waren, damit die beiden Besatzungsmitglieder, die die Hauptbewaffnung bedienten, im Falle eines Notausstiegs nicht gefährdet wurden. Diese Hauptbewaffnung bestand aus je einer 37-mm-Browning-Maschinenkanone und einem 7,62-mm-MG (die MG wurden später an die Rumpfseiten verlegt) und befand sich mit dem Bordschützen in einer Gondel vor dem jeweiligen Triebwerk. Auch der Navigator im Rumpf hatte die Möglichkeit, die Waffen über eine Sperry-Fernbedienung zu betätigen. Außerdem saß im Rumpf noch ein Bordschütze/Funker, der ein oder zwei 12,7-mm-MG bediente.
Die drei abschließend produzierten YFM-1A wurden mit einem Bugradfahrwerk ausgerüstet. Drei der YFM-1 wurden auf stärkere Triebwerke umgerüstet und dann als YFM-1B bezeichnet. Die Aufgabenkennung „FM“ für „Fighter-Multiplace“, war beim USAAC von 1936 bis 1941 im Einsatz, verwendet wurde sie jedoch lediglich für dieses Muster.
Das Flugzeug muss insgesamt als Fehlkonstruktion bezeichnet werden: zu schwer, zu langsam, um die Querachse extrem instabil, im Einmotorenflug praktisch nicht beherrschbar, die Triebwerke sehr überhitzungsanfällig. Es gab diverse Ansätze, diese Probleme zu beheben, doch im Kampf wurde das Muster nie eingesetzt.

## Technische Daten

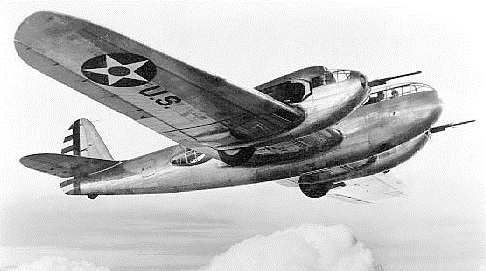
Der Airacuda-Prototyp XFM-1

| Kenngröße             | YFM-1 Airacuda                                                                                   |
| --------------------- | ------------------------------------------------------------------------------------------------ |
| Besatzung             | 5                                                                                                |
| Länge                 | 14,0 m                                                                                           |
| Spannweite            | 21,3 m                                                                                           |
| Höhe                  | 3,90 m                                                                                           |
| Leermasse             | 6200 kg                                                                                          |
| Startmasse            | 8190 kg                                                                                          |
| Antrieb               | zwei Allison-V-1710-13-12-Zylinder-V-Motoren mit Turboladern und 800 kW (1.088 PS) Startleistung |
| Höchstgeschwindigkeit | 431 km/h                                                                                         |
| Dienstgipfelhöhe      | 9300 m                                                                                           |
| Reichweite            | 1510 bis 2880 km                                                                                 |
| Bewaffnung            | zwei 37-mm-M4 MK, zwei 7,62-mm-MG und zwei 12,7-mm-MG; 20 14-kg-Bomben                           |